# Sinfjötli

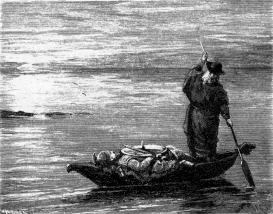
Odin leva Sinfjötli à Valhala

Sinfjötli é o filho da relação incestuosa de Sigmund e Signy na Saga dos Volsungos.
Sua mãe Signy se casou com o rei Siggeir; por vingança, o rei matou todo o clã dos Volsungos, exceto Sigmund, que conseguiu escapar. Sob disfarce de bruxa (Völva), Signy visita Sigmund e eles cometem incesto. Da relação nasce Sinfjötli, que vingaria os Volsungos matando Siggeir.
Sigmund e Sinfjötli vão à Hunaland, onde Sigmund é proclamado rei dos Hunos. Ele se casa com Borghild, e o casal tem os filhos Helgi Hundingsbane e Hamund. Borghild era invejosa e odiava Sinfjötli, e ele sabia disso. Para se livrar do odiado, ela oferece três copos de vinho a Sigmund, e último estando envenenado. Após o pai beber dois dos copos, Sinfjötli bebe o terceiro e morre.
Sigmund leva o corpo de seu filho aos fjords, onde encontra Odin sob forma humana. Odin leva Sinfjötli pela água direto à Valhala.